# 프랭크 배스
프랭크 배스(Frank Bass)는 미국의 마케팅학자이다. 소비자의 신제품 수용에 관한 배스 확산 모형을 만든 사람이다.
최초 구매자의 새로운 제품과 기술 채택을 설명하는 베이스 확산 모델의 창시자였다. 2006년 12월 1일에 사망했다.

## 경력
텍사스주 쿠에로라는 작은 마을에서 자랐다. 2년 동안(1944~46) 미국 해군에서 복무했다.
1949년 사우스웨스턴 대학교에서 BBA를 취득하고 1950년 텍사스 대학교에서 MBA를 취득했다. 텍사스에서 M.B.A.를 마친 후 그는 마케팅 문제에 관심을 갖게 되었다. 그는 박사 학위를 취득하면서 마케팅 조교 및 조교수로 일했다. 1954년 일리노이 대학교에서 수학했다. 1957년에 그는 텍사스 대학교에서 마케팅 조교수가 되었다.
1959년 하버드 대학교의 비즈니스 응용을 위한 기초 수학 연구소의 연구원이 되었다. 이러한 고급 분석 방법에 대한 노출은 향후 47년 동안의 그의 연구에 영향을 미쳤다. 1961년에 그는 퍼듀 대학교 대학원의 산업 행정 교수가 되었다. 1969년에 그는 나중에 베이스 확산 모델로 알려지게 된 소비재 모델링에 관한 논문을 출판했다. 이 모델은 사용자와 잠재 사용자 간의 상호 작용의 결과로 새로운 제품과 서비스가 채택되는 과정을 설명한다.
1974년에 퍼듀 대학교 크래너트 경영 대학원의 마케팅 부문 로브 특훈교수로 임명되었다. 1972년부터 1975년까지 배스는 저널 오브 마케팅 리서치(Journal of Marketing Research)의 편집장을 역임했다. 1982년에 그는 달라스에 있는 텍사스 대학교의 유진 맥더모트 경영학 교수로 임명되면서 텍사스로 돌아왔다.

## 같이 보기
- 배스 확산 모형